# Alexandru Vericeanu
Alexandru Vericeanu (Ploiești, 1839-Bucarest, 1912) fue un político, jurista y profesor rumano.

## Biografía
Nacido el 20 de febrero de 1839 en Ploiești, cursó el bachillerato en Bucarest y estudió derecho y economía política en Italia. En 1863 se doctoró en Derecho en Ginebra. Al regresar a Rumania, el 16 de abril de 1864 fue nombrado profesor de economía política en la Facultad de Derecho de la Universidad de Bucarest, donde ejerció hasta el 5 de septiembre de 1894. En 1868, se le encomendó la tarea de sustituir a G. Costa-Foru en la cátedra de derecho civil. En 1864, fue nombrado secretario general del Consejo de Estado, cargo que ocupó hasta 1865. En 1872, fue nombrado fiscal de distrito en el Tribunal de Casación, pero dimitió después de tres meses. Fue ministro de Comercio y Agricultura del 3 al 26 de noviembre de 1891 y representó varias veces a los distritos de Brăila y Argeș en la Cámara y en el Senado. Falleció en 1912 en Bucarest.